# 鈴木和男 (法歯学者)
鈴木 和男（すずき かずお、1927年3月1日 - 2003年8月28日）は、日本の法歯学者。
埼玉県出身。1951年東京歯科医学専門学校卒、東京大学医学部助手、1958年東大医学博士。東京歯科大学教授。1985年に発生した日本航空123便墜落事故の遺体の身元確認作業において、鈴木和男が果たした役割は大きい。身元確認作業の終了を一方的に通達してきた旧運輸省に対し、遺族の立場に立った抗弁を行なった。
93年退任、名誉教授。科学警察研究所特別研究員。国際法歯学会副会長。96年日本歯科医学会会長賞受賞。歯から血を採り死体の身元を確認する手法を発見し法歯学を確立した。

## 著書
- 『法歯学』現代書房 1964　永末書店 1974
- 『歯は語りかける 法歯学の犯罪捜査』日本書籍 1979
- 『法歯学の出番です 事件捜査の最前線』中公文庫　1986
- 『やさしい法歯学 法歯学検査マニュアル』デンタルフォーラム 歯科ブックレットシリーズ 1987
- 『死体に歯あり 法歯学の現場』徳間書店 1992
- 『遺体鑑定 歯が語りかけてくる』講談社 1999